# Ercole su'l Termodonte

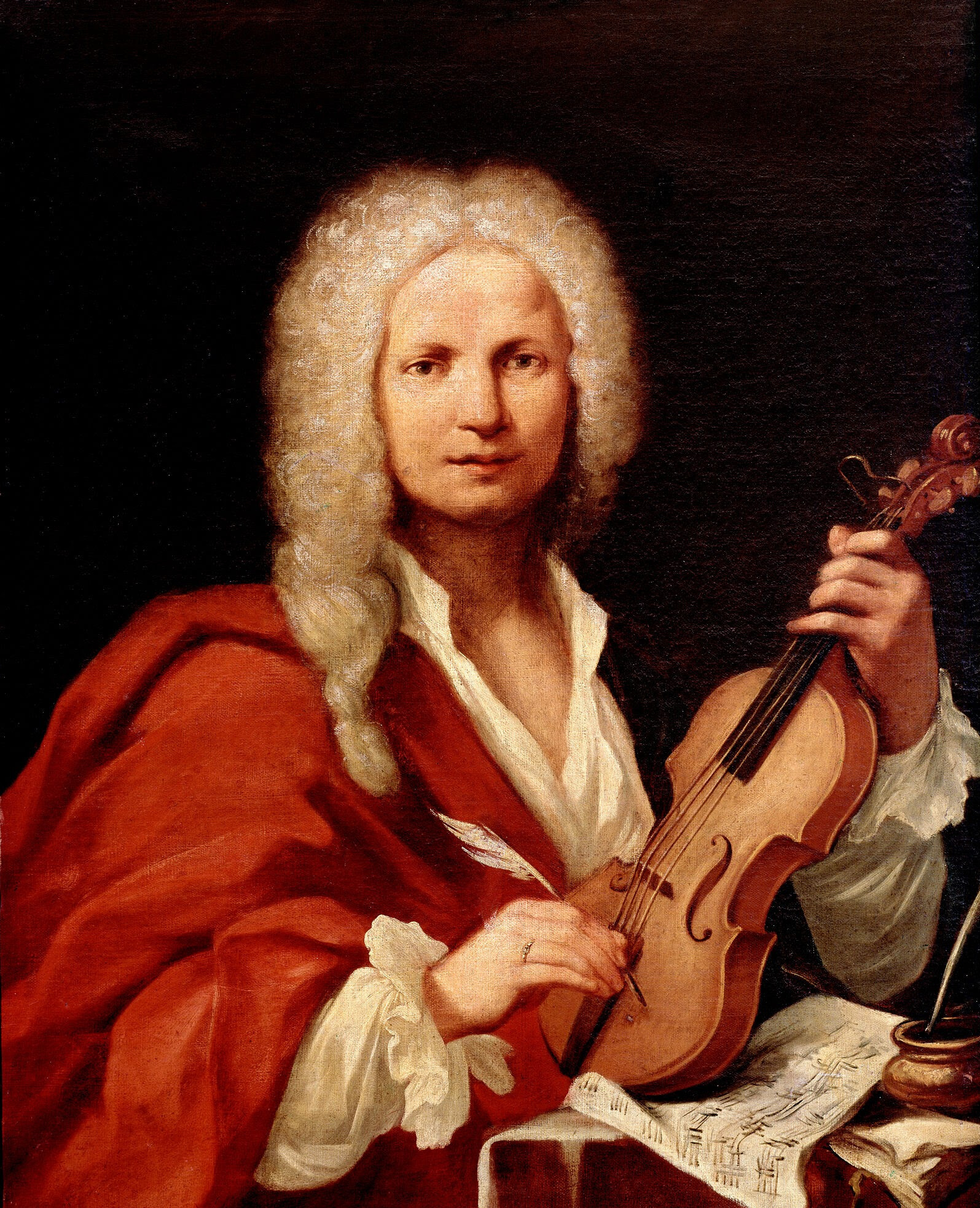
Retrato de um violinista veneziano, usualmente considerado um retrato de Vivaldi.

Ercole su'l Termodonte (RV 710) é uma ópera-séria de autoria do compositor veneziano Antonio Vivaldi (1678-1741) com texto de Antonio Salvi (1664-1724).  A estreia ocorreu em 23 de janeiro de 1723 no Teatro Capranica, em Roma. Essa foi a décima sexta ópera de autoria de Vivaldi.

## Personagens e intérpretes originais
| Personagem                      | Tipo Vocal                      | Elenco original.Regente e primeiro violino: Antonio Vivaldi |
| ------------------------------- | ------------------------------- | ----------------------------------------------------------- |
| Hércules (Ercole)               | tenor                           | Giovanni Battista Pinacci                                   |
| Antíope, Rainha das Amazonas    | mezzo-soprano castrato travesti | Giovanni Ossi                                               |
| Martésia, Filha de Antíope      | soprano castrato travesti       | Girolamo Bartoluzzi                                         |
| Hipólita, Irmã de Antíope       | soprano castrato travesti       | Giacinto Fontana, "Farfallino"                              |
| Orízia, Segunda irmã de Antíope | soprano castrato travesti       | Giovanni Dreyer                                             |
| Teseu, Príncipe de Atenas       | contralto castrato              | Giovanni Battista Minelli                                   |
| Alceste, Rei de Esparta         | soprano castrato                | Giovanni Carestini                                          |
| Telamon, Rei de Ítaca           | contralto castrato              | Giuseppe Domenico Galletti                                  |

## Contexto histórico
O convite recebido por Vivaldi para compor para o Capranica surgiu em um momento crítico para a carreira do autor. Ele enfrentava dificuldades em Veneza, onde nenhuma obra sua havia sido apresentada desde o carnaval de 1721, situação que persistiria até 1725. Apesar de manter-se ligado ao teatro Sant'Angelo e ao Ospedale della Pietà e sustentar o posto de diretor de música do governador de Mântua, Vivaldi era vítima de forte intrigas instigadas por Benedetto Marcello (1686-1739)em seu panfleto Il teatro alla moda, de 1720.
Em Ercole,  Vivaldi fez amplo uso de material proveniente de composições anteriores e, com isso, ofereceu ao público romano um verdadeiro compêndio de sua obra lírica.  Esse fato se mostra ainda mais relevante quando se recorda que a geração anterior de compositores napolitanos, dentre os quais merecem destaque o grande Alessandro Scarlatti (1660-1725 ) e Francesco Gasparini (1661-1727), que havia dominado os palcos romanos anos antes, já não se encontrava em seu auge. Em 1721, Gasparini havia deixado de compor para os teatros públicos de Roma e, no ano seguinte, Scarlatti apresentava sua última ópera no Capranica 
Mas, apesar desse uso de material anterior, Ercole não é um pasticcio. Muito ao contrário, Vivaldi produziu extenso material original para essa ópera e mesmo os empréstimos feitos a composições anteriores foram feitos com grande escrúpulo e cuidado com relação às características de cada personagem.
É interessante notar que, por determinação papal, as mulheres estavam proibidas de representar nos palcos romanos, o que parece impor pelo menos algum desconforto para a montagem de uma ópera com tantos personagens femininos, as amazonas. Por conta disso, o que se viu no Capranica foi a atuação de diversos castrati nos papeis femininos, lado a lado com a figura mais mácula da mitologia greco-romana, Hércules.
Tudo indica que Vivaldi, além de compor a partitura, atuou como regente ao violino e, provavelmente, como diretor cênico. Sua famosa caricatura, feita por Pier Leone Ghezzi (1674-1755) é contemporânea à representação de Ercole em Roma.
A partitura de Ercole não sobreviveu em versão completa. Os trechos em forma de coral e os interlúdios instrumentais, por exemplo, correspondentes às cenas de caça ou de batalha, se perderam por completo. Porém, o libreto integral sobreviveu e, juntamente com as várias cópias da partitura, permitiu que a obra fosse resgatada. Ainda assim, foi necessário um amplo trabalho de reconstrução, uma vez que nenhuma das cópias remanescente cobre integralmente o conteúdo do texto de Salvi. A primeira reconstrução foi feita por Alessandro Ciccolini e representada em versão incompleta em 2006 no Festival de Spoleto, com regência de Alan Curtis.  Fabio Biondi realizou uma reconstrução crítica mais ampla e a primeira representação integral da obra se deu sob sua regência no Teatro Malibran de Veneza em outubro de 2007.

## Sucesso
Há registros  de que Ercole teve cerca de trinta apresentações, incluindo a realizada em 7 de fevereiro de 1723 no Palácio San Marco, sede da embaixada de Veneza em Roma, ocasião na qual compareceram nada menos de seis cardeais, além de outras figuras iminentes da sociedade romana da época. O papa em pessoa solicitou um recital da ópera.
Como conseqüência desse amplo sucesso, diversas outras encomendas foram feitas para o autor em Roma, incluindo música sacra para as igrejas da cidade e uma nova ópera para a temporada seguinte do Capranica. 

Tendo visitado Roma em 1724, Quantz registrou em suas memórias  que o público da cidade estava de tal forma enamorado pela música de Vivaldi que praticamente se recusava a ouvir qualquer coisa em estilo diferente do dele.

## Argumento
O texto de Salvi trata de um dos famosos “doze trabalhos” de Hércules, herói da mitologia grega. Mais especificamente, a trama se refere ao nono desses “trabalhos”, uma expedição contra as famosas guerreiras Amazonas.
Na versão original da lenda  Juno, insatisfeita com a glória de Hércules, encoraja o rei de Micenas, Euristeu, a enviar Hércules em uma missão impossível, mais um dos famosos “doze trabalhos”. O herói deve capturar e trazer como troféu as armas da Antíope, rainha das amazonas. A notícia do encargo de Euristeu se espalha pela Grécia, motivando alguns nobres guerreiros a seguirem Hércules. Dentre eles estão Teseu e Telamon. Hércules desembarca na Capadócia, surpreende as amazonas e captura Hipólita e Melanipe, irmãs da rainha, bem como Orítia, outra irmã e co-rainha. Teseu se apaixona por Hipólita e se casa com ela. Dessa união, nasce Hipólito. Melanipe é libertada por Antíope que entrega a Hércules suas armas em pagamento do resgate. No libreto, o nome de Melanipe é trocado por Martésia e se torna filha de Antíope e não sua irmã.

### Ato I
Amanhece nas margens do rio Termodonte. Antíope, rainha das amazonas, sua irmã Hipólita e um grupo de guerreiras se preparam para o ritual de caça em honra da deusa Diana. A filha de Antíope, Martésia, pergunta por que ela não pode se juntar às demais guerreiras para lutar contra os inimigos, os homens. A rainha assegura que isso ocorrerá no devido tempo, mas que Martésia ainda é muito jovem e afirma que os homens são mais perigosos que as feras selvagens. Ao ouvir isso, Martésia fica curiosa e ainda mais ansiosa para se defrontar com os homens.
Ouve-se uma fanfarra que anuncia a chegada da frota de Hércules.  Os gregos desembarcam e Hércules discursa, descrevendo a repulsa das amazonas pelo sexo masculino. Antes de capturar as armas de Antíope, o herói afirma que deseja punir as amazonas por seus sentimentos anti-naturais. Um espião traz a notícia de que as guerreiras estão caçando e portam apenas armamento leve. Os gregos saem ao seu encontro, exceto Teseu que não está plenamente de acordo com o combate contra mulheres. De repente, ele ouve um choro. Uma mulher está sendo atacada por um urso e Teseu sai em seu socorro. A mulher é Hipólita e, ao se verem, ela e Teseu imediatamente se apaixonam. Porém, quando ele lhe conta os planos de Hércules, Hipólita sai imediatamente à procura de Antíope para preveni-la.
Ao saber da invasão dos gregos, Antíope retorna a seu palácio e pela ajuda de sua irmã, Orítia. Esta vê uma oportunidade de alcançar glória e sai imediatamente para lançar um ataque contra os gregos, queimando os navios para evitar sua retirada. Martésia é capturada quando se deteve para ver os homens gregos. 
Os gregos se reúnem próximos a uma ponte a certa distância de seus barcos. Alceste e Telamon discutem por causa da prisioneira e chegam a desembainhar suas espadas. Hércules intervém e diz que dará Martésia àquele que se mostrar mais bravo durante os combates do dia. Apesar de ter sido criada para ver os homens como inimigos, ela se sente atraída por Alceste. 
Os gregos vêem ao longo a luz do incêndio de sua frota. Orítia desafia Hércules sobre a ponte e os dois exércitos se confrontam.

### Ato II
Sozinha, Hipólita sonha com Teseu. Antíope recebe a notícia da vitória das amazonas contra os gregos. Ainda preocupada com a filha, a rainha determina que um dos prisioneiros que forem trazido por Oríntia seja sacrificado a Diana, deus da caça. Orítia chega em triunfo trazendo Teseu acorrentado. Hipólita pede que ele lhe seja dado como prêmio e discute com a irmã. Hipólita vence a discussão e Teseu é solto.  Ela declara se amor e o estimula a fugir e voltar para junto dos gregos. Mas ele afirma que se deixou capturar para ficar junto dela e, por isso, não irá fugir.
No campo dos gregos, Telamon sugere a Hércules que Martésia seja trocada por Teseu, mas Alceste propõe capturar Orítia, plano que é aprovado por Hércules. Se Alceste for bem-sucedido, Hércules lhe promete Martésia como prêmio. Telamon fica encarregado de prender Orítia mas resolve arriscar uma outra estratégia: libertar Orítia sob a condição de que Teseu também seja libertado. Telamon acredita que, assim, ganhará Martésia como prêmio.
Martésia fica confusa com o interesse dos dois jovens gregos, mas acaba preferindo Alceste.
As amazonas preparam uma cerimônia no templo de Diana para o sacrifício de Teseu, planejado por Antíope. O grego revela à rainha que ele havia salvo a vida de Hipólita. Antíope hesita, mas não pode deixar de cumprir a promessa que fizera à deusa. Hipólita intervém com um grupo e amazonas a tempo de evitar a morte de Teseu. Ela critica o excesso de zelo religioso de Antíope e afirma que levará Teseu de volta ao campo grego, mas trará Martésia de volta. Teseu é libertado, mas se entristece pelo fato de que sua liberdade irá afastá-lo de Hipólita.

### Ato III
Os gregos lançam um ataque sobre Temiscira, a capital das amazonas.  Mas o plano falha, Orítia não é capturada e Teseu não é resgatado. Hércules se enfurece e está a ponto de castigar Telamon quando aparece Teseu que esclarece como Hipólita havia intervindo para evitar sua morte. O ódio de Hércules contra as amazonas se enfraquece e ele promete acabar com o combate se Antíope lhe entregar as armas desejadas pelo rei de Micenas. 
Martésia fica horrorizada com a participação de Alceste no ataque à sua cidade. Mas conclui que, embora ele seja seu inimigo, ela o ama. 
Na cidade, as líderes das amazonas discutem e Hipólita sugere que Antíope entregue as armas a Hércules antes que acabe perdendo seu reino. Orítia, por sua vez, prefere seguir combatendo.  Os gregos invadem o palácio liderados por Telamon. Teseu encontra Hipólita e promete a ela que irá interceder junto a Hércules em favor das amazonas, mas que Antíope deve entregar suas armas.
Martésia se sente chocada com a destruição do reino de sua mãe. Alceste a liberta e permite que ela volte para junto da Antíope, mas com a mesma mensagem: a rainha deve entregar suas armas. 
Antíope, decidida a não se render, vai ao templo de Diana e está prestes a tirar sua própria vida. Martésia surge em tempo de impedi-la, dizendo que Hércules deseja apenas suas armas como um troféu, mas Antíope resiste. Nesse meio tempo, Orítia, cuja espada havia se quebrado, descobre as armas de Antíope postas sobre a estátua de Diana. A aparência da deusa é a de quem estivesse oferecendo aquelas armas a Orítia. 
Hércules está contente com o sucesso do ataque, mas Orítia resiste. O grego diz, então, que não quer nada além das armas de Antíope. Mas a rainha diz a ele que as armas, agora, pertencem à deusa Diana. Hércules, então, determina que a própria Antíope seja presa e levada para a Grécia como troféu. Diante dessa ameaça, Antíope ameaça tirar a própria vida. Hipólita intervém novamente, pedindo a clemência de Hércules. Comovido pelas palavras da mulher que havia salvo a vida de seu amigo Teseu, Hércules desiste das armas de Antíope. Mas Orítia, também tocada pela situação, declara que, como um semideus, Hércules pode ficar com as armas que ela havia removido da estátua de Diana. Antíope se rende ao destino e Hércules reúne em casamento Hipólita e Teseu, Alceste e Martésia enquanto o coro canta pedindo a bênçãos dos deuses.